# 约翰·凯梅尼
约翰·喬治·凯梅尼 （英語：John George Kemeny；1926年5月31日—1992年12月26日）是犹太裔匈牙利裔美国人、数学家、计算机科学家和教育家。1964年，与托马斯·卡茨共同开发了BASIC程序语言而知名。 1970年至1981年，凯梅尼是达特茅斯学院第13任校长。在学院教育上，他大力倡导并推广使用计算机教学。

## 参照
1. ↑  Faison, Seth. . The New York Times. 1992-12-27  [2008-02-02]. （原始内容存档于2012-11-11）.